# علیرضا چنگی
علیرضا چنگی (درگذشتهٔ ۱۳۲۷ هجری قمری در تهران) موسیقی‌دان و نوازندهٔ کمانچه دوران قاجار، اهل ایران بود.

## زندگی هنری
علیرضا چنگی مشهور به «علیرضا‌خان چنگی» و «چنگی کمانچه‌کش» از کمانچه‌نوازان مشهور دوران قاجاریه در اواخر سلطنت ناصرالدین شاه متولد شد. پدرش مستوفی دربار بود، به همین سبب در کودکی به دربار راه یافت و با موسیقی‌دانانی نظیر: میرزا عبدالله فراهانی، آقاحسینقلی، حبیب سماع حضور، باقرخان رامشگر،  علی‌اکبر سنتوری، مراد خان، داود شیرازی، غلام ضرب‌گیر، حبیب (نوازنده تمبک)، قربان خان و قلی خان (از خوانندگان آن زمان) و جوادخان قزوینی و … آشنا شد و به موسیقی گرایش پیدا کرد. او نواختن ساز کمانچه را نزد «جوادخان قزوینی» آموخت و پس از مدتی به جمع نوازندگان دربار پیوست و نوازندهٔ شخصی مظفرالدین شاه شد. «اسماعیل زرین‌فر» خواهرزاده و از شاگردان او بوده‌است.

## ورود به دربار
روزی «میرزا عبدالله» (پدر علیرضا چنگی) میزبان چند تن از درباریان بود و برای خوش‌آمد مهمانان از علیرضا می‌خواهد تا برای حضار کمانچه بنوازد، او هم به خوبی می‌نوازد. نواختن وی چنان مورد توجه مهمانان قرار می‌گیرد که آوازه‌اش به گوش مظفرالدین شاه می‌رسد. شاه پدرِ علیرضا را احضار می‌کند و از او می‌خواهد تا علیرضا را نزد وی ببرد. این امر انجام می‌شود و علیرضا که هنوز کودک است، برای شاه می‌نوازد. شاه که از نوازندگی او تحت تأثیر قرار می‌گیرد، دستور می‌دهد تا هر شب به هنگام خواب برایش بنوازد تا خواب خوشی داشته باشد. از آن زمان به بعد هرشب چشمان علیرضا را می‌بستند و او را در کنار زنان حرمسرا و تخت شاه می‌نشاندند و تا آنقدر بنوازد که شاه به خواب برود. مظفرالدین‌شاه  که مجذوب نوازندگی و هنر علیرضا بود به وی دستور می‌دهد تا غیر از دربار در جای دیگری حق ساز زدن ندارد و می‌گوید: «اگر بشنوم جای دیگری ساز بزنی تو را تنبیه سختی خواهم کرد». روزی عده‌ای از درباریان در جایی بودند و با اصرار فراوان از علیرضا می‌خواهند تا برایشان بنوازد. او نیز به ناچار می‌پذیرد. موضوع به گوش پادشاه می‌رسد و او را احضار می‌کند و با پرخاش علت را جویا می‌شود. علیرضا سرش را پائین می‌اندازد و می‌گوید: «گول خوردم و خطا کردم، دیگر غیر از حضور شاه و دربار جای دیگری و برای هیچ احدی ساز نمی‌زنم». اما مظفرالدین شاه که بسیار خشمگین بود دستور می‌دهد که دستان علیرضا را قطع کنند تا دیگر نتواند بنوازد. در این هنگام درباریان با عجز و لابه از شاه تقاضا می‌کنند که دست این کودک هنرمند را قطع نکند و ضمانت می‌کنند تا او را ببخشد. پس از آن، شاه دستور می‌دهد تا علیرضا را به فلک بکشند و آنقدر می‌زنند که چند بار بیهوش می‌شود.

## درگذشت
علیرضا چنگی در سال ۱۳۲۷ هجری قمری در تهران درگذشت و در امام‌زاده عبدالله به خاک سپرده شد.